# 1998년 아시안 게임 일본 선수단
1998년 아시안 게임 일본 선수단(일본어: 1998年アジア競技大会日本選手団)은 태국 방콕에서 열린 1998년 아시안 게임에 참가한 일본 선수단이다. 36개 종목, 629명의 선수를 파견했으며 금메달 51개를 획득하여 종합 메달 순위 3위에 올랐다.

## 메달리스트
| 메달 | 이름                                                                                  | 종목         | 세부 종목                    |
| ---- | ------------------------------------------------------------------------------------- | ------------ | ---------------------------- |
|      | 곤도 도모히로                                                                         | 골프         | 남자 개인                    |
|      | 곤도 도모히로 다니하라 히데토 미야자토 유사쿠 호시노 히데마사                         | 골프         | 남자 단체                    |
|      | 여자 대표팀                                                                           | 농구         | 여자 단체                    |
|      | 시마다 아키오                                                                         | 당구         | 남자 3쿠션 단식              |
|      | 요네쿠라 가나코                                                                       | 배드민턴     | 여자 단식                    |
|      | 가미야마 유이치로                                                                     | 사이클       | 남자 트랙 스프린트           |
|      | 우다가와 아키히토                                                                     | 사이클       | 남자 산악자전거 크로스컨트리 |
|      | 가마쿠라 사치코                                                                       | 사이클       | 여자 산악자전거 다운힐       |
|      | 이토 슌스케                                                                           | 수영         | 남자 자유형 100m             |
|      | 이치카와 요스케                                                                       | 수영         | 남자 자유형 200m             |
|      | 히라노 마사토                                                                         | 수영         | 남자 자유형 1500m            |
|      | 야마모토 다카시                                                                       | 수영         | 남자 접영 100m               |
|      | 야마모토 다카시                                                                       | 수영         | 남자 접영 200m               |
|      | 모리 다카히로                                                                         | 수영         | 남자 개인혼영 400m           |
|      | 야마노이 도모히로 이토 슈스케 이토 슌스케 하마노 히로스케                             | 수영         | 남자 자유형 4×100m 계영      |
|      | 이치카와 요스케 이토 슈스케 이토 슌스케 하라 히데아키                                 | 수영         | 남자 자유형 4×200m 계영      |
|      | 니시코리 아쓰시 이토 슈스케 이토 슌스케 하라 히데아키                                 | 수영         | 남자 4×100m 혼계영           |
|      | 하기와라 도모코                                                                       | 수영         | 여자 배영 100m               |
|      | 하기와라 도모코                                                                       | 수영         | 여자 배영 200m               |
|      | 다나카 마사미                                                                         | 수영         | 여자 평영 200m               |
|      | 아오야마 아야리                                                                       | 수영         | 여자 접영 100m               |
|      | 다지마 야스코                                                                         | 수영         | 여자 개인혼영 400m           |
|      | 다나카 마사미 미나모토 스미카 아오야마 아야리 하기와라 도모코                         | 수영         | 여자 4×100m 혼계영           |
|      | 다치바나 미야                                                                         | 싱크로나이즈 | 솔로                         |
|      | 다치바나 미야 다케다 미호                                                             | 싱크로나이즈 | 듀엣                         |
|      | 도쿠노 가즈히로                                                                       | 유도         | 남자 -60kg                   |
|      | 나카무라 유키마사                                                                     | 유도         | 남자 -66kg                   |
|      | 이노우에 고세이                                                                       | 유도         | 남자 -100kg                  |
|      | 시노하라 신이치                                                                       | 유도         | 남자 +100kg                  |
|      | 마카베 도모에                                                                         | 유도         | 여자 -48kg                   |
|      | 이토 고지                                                                             | 육상         | 남자 100m                    |
|      | 이토 고지                                                                             | 육상         | 남자 200m                    |
|      | 다카오 겐지                                                                           | 육상         | 남자 10000m                  |
|      | 가와무라 히데아키                                                                     | 육상         | 남자 허들 400m               |
|      | 우치토미 야스노리                                                                     | 육상         | 남자 장애물달리기 3000m      |
|      | 가루베 슌지 간 마사요시 다바타 겐지 오사카다 준                                       | 육상         | 남자 4×400m 계주             |
|      | 모리나가 마사키                                                                       | 육상         | 남자 멀리뛰기                |
|      | 무로후시 고지                                                                         | 육상         | 남자 해머던지기              |
|      | 가와카미 유코                                                                         | 육상         | 여자 10000m                  |
|      | 우메다 류지                                                                           | 당구         | 남자 3쿠션 단식              |
|      | 다카하시 구니히코                                                                     | 당구         | 남자 9볼 단식                |
|      | 고시바 겐지                                                                           | 레슬링       | 남자 자유형 -76kg            |
|      | 가타야마 다카미쓰                                                                     | 레슬링       | 남자 그레코로만형 -76kg      |
|      | 다카하시 유키코 사이키 미카                                                           | 비치발리볼   | 여자부                       |
|      | 이이지마 마코토                                                                       | 사이클       | 남자 개인도로                |
|      | 마부치 노리아키                                                                       | 사이클       | 남자 트랙 스프린트           |
|      | 주몬지 다카노부                                                                       | 사이클       | 남자 트랙 1km 타임트라이얼   |
|      | 이이지마 노리유키                                                                     | 사이클       | 남자 트랙 1km 개인추발       |
|      | 쓰카모토 다카시                                                                       | 사이클       | 남자 산악자전거 다운힐       |
|      | 사카시타 가오리                                                                       | 사이클       | 여자 개인도로                |
|      | 고바야시 가나코                                                                       | 사이클       | 여자 산악자전거 크로스컨트리 |
|      | 마스다 마미                                                                           | 사이클       | 여자 산악자전거 다운힐       |
|      | 야마노이 도모히로                                                                     | 수영         | 남자 자유형 50m              |
|      | 이토 슈스케                                                                           | 수영         | 남자 자유형 100m             |
|      | 히라노 마사토                                                                         | 수영         | 남자 자유형 400m             |
|      | 하야시 아키라                                                                         | 수영         | 남자 평영 100m               |
|      | 요시미 조                                                                             | 수영         | 남자 개인혼영 200m           |
|      | 미나모토 스미카                                                                       | 수영         | 여자 자유형 100m             |
|      | 야마다 사치코                                                                         | 수영         | 여자 자유형 400m             |
|      | 야마다 사치코                                                                         | 수영         | 여자 자유형 800m             |
|      | 나카무라 마이                                                                         | 수영         | 여자 배영 100m               |
|      | 나카무라 마이                                                                         | 수영         | 여자 배영 200m               |
|      | 나카타니 준코 미나모토 스미카 아오야마 아야리 야마다 가오리                           | 수영         | 여자 자유형 4×100m 계영      |
|      | 나카타니 준코 다지마 야스코 야마노이 에리 야마다 사치코                               | 수영         | 여자 자유형 4×200m 계영      |
|      | 남자 대표팀                                                                           | 야구         | 남자 단체                    |
|      | 나카무라 겐조                                                                         | 유도         | 남자 -73kg                   |
|      | 나카무라 요시오                                                                       | 유도         | 남자 -90kg                   |
|      | 아마노 미키                                                                           | 유도         | 여자 -70kg                   |
|      | 사이토 요시히코                                                                       | 육상         | 남자 400m 허들               |
|      | 마나이 아키라                                                                         | 육상         | 남자 마라톤                  |
|      | 미쓰모리 미에                                                                         | 육상         | 여자 10000m 경보             |
|      | 오노 마스미                                                                           | 육상         | 여자 장대높이뛰기            |
|      | 무라야마 사유리                                                                       | 카누         | 여자 K-1 500m                |
|      | 아오키 유스케 오카자키 나오토 이치가타니 히로키 후지이 히로키                         | 펜싱         | 남자 플뢰레 단체             |
|      | 다카하시 구니히코                                                                     | 당구         | 남자 8볼 단식                |
|      | 다카하시 구니히코 가와바타 사토시                                                     | 당구         | 남자 8볼 복식                |
|      | 가쓰 류사부로                                                                         | 레슬링       | 남자 자유형 -69kg            |
|      | 요코야마 히데카즈                                                                     | 레슬링       | 남자 그레코로만형 -85kg      |
|      | 여자 대표팀                                                                           | 배구         | 여자 단체                    |
|      | 마쓰다 하루코 미즈이 야스코 요네쿠라 가나코 이다 다카코 이와타 요시코 이토 사오리     | 배드민턴     | 여자 단체                    |
|      | 도미모토 노리히사                                                                     | 복싱         | 남자 -57kg                   |
|      | 고이케 요시오 다가타 겐고 사이토 시게오 와다 고세이 이토 마사루 하마다 오사무         | 볼링         | 남자 단체                    |
|      | 가와구치 도미에 가타이 아야노 기무라 마리 시바타 도모미 와시즈카 시마 이타쿠라 나치미 | 볼링         | 여자 단체                    |
|      | 도쿠노 료카 기스하라 지아키                                                           | 비치발리볼   | 여자부                       |
|      | 오쓰카 아유무                                                                         | 사이클       | 여자 도로독주                |
|      | 이토 슈스케                                                                           | 수영         | 남자 자유형 200m             |
|      | 미야자키 요시노부                                                                     | 수영         | 남자 평영 200m               |
|      | 미나모토 스미카                                                                       | 수영         | 여자 자유형 50m              |
|      | 야마다 사치코                                                                         | 수영         | 여자 자유형 200m             |
|      | 야마노이 에리                                                                         | 수영         | 여자 자유형 800m             |
|      | 다나카 마사미                                                                         | 수영         | 여자 배영 100m               |
|      | 이소다 준코                                                                           | 수영         | 여자 평영 200m               |
|      | 가시마 히토미                                                                         | 수영         | 여자 접영 100m               |
|      | 가시마 히토미                                                                         | 수영         | 여자 접영 200m               |
|      | 하라구치 와타루                                                                       | 양궁         | 남자 개인                    |
|      | 나가이 가즈에                                                                         | 유도         | 여자 -52kg                   |
|      | 구사카베 기에                                                                         | 유도         | 여자 -57kg                   |
|      | 니노미야 미호                                                                         | 유도         | 여자 +70kg                   |
|      | 오쓰키 야스카쓰                                                                       | 육상         | 남자 100m                    |
|      | 이마무라 후미오                                                                       | 육상         | 남자 경보 50km               |
|      | 도요시마 시게키                                                                       | 육상         | 남자 높이뛰기                |
|      | 고바야시 후미아키                                                                     | 육상         | 남자 장대높이뛰기            |
|      | 야스이 도루                                                                           | 육상         | 남자 10종경기                |
|      | 시미즈 미치코                                                                         | 육상         | 여자 5000m                   |
|      | 다카하시 지에미                                                                       | 육상         | 여자 10000m                  |
|      | 가이 도모코                                                                           | 육상         | 여자 마라톤                  |
|      | 여자 대표팀                                                                           | 축구         | 여자 단체                    |
|      | 오카와 후미아키 오조노 마사노부                                                       | 카누         | 남자 C-2 1000m               |
|      | 쓰쓰이 겐타                                                                           | 카누         | 남자 K-1 500m                |
|      | 가나이 히로시                                                                         | 태권도       | 남자 C-2 1000m               |
|      | 오카모토 요리코                                                                       | 태권도       | 여자 -60kg                   |
|      | 쇼즈이 레미 아라이 유코 오바타 도시 오카다 지에코                                     | 펜싱         | 여자 에페 단체               |
|      | 고바야시 마사코 시마다 미와코 아라이 유코 오카다 지에코                               | 펜싱         | 여자 플뢰레 단체             |
|      | 남자 대표팀                                                                           | 핸드볼       | 남자 단체                    |
|      | 여자 대표팀                                                                           | 핸드볼       | 여자 단체                    |